# المتحف الملكي للقوات المسلحة والتاريخ العسكري
المتحف الملكي للقوات المسلحة والتاريخ العسكري (بالفرنسية: Musée Royal de l’Armée et d’Histoire Militaire)‏ (بالهولندية: Koninklijk Museum van het Leger en de Krijgsgeschiedenis)‏ هو متحف عسكري يحتل قاعتين في أقصى الشمال من المجمع التاريخي في حديقة سيكونتنير في بروكسل، بلجيكا.

## التاريخ
في معرض بروكسل الدولي لعام 1910، تم تقديم قسم عن التاريخ العسكري للجمهور وحقق القسم نجاحًا كبيرًا. نظرًا لحماس السكان، أنشأت السلطات متحفًا عسكريًا، تم إنشاء المتحف في الأصل في موقع دير لا كامبر وتم نقله إلى حديقة سيكونتنير في عام 1923.

## المحتويات
يحتوي المتحف علي حوالي 900 قطعة جمعها الضابط لويس لوكونت بعد الحرب العالمية الأولي.[بحاجة لمصدر] جمع لوكونت معدات كبيرة تخلى عنها الألمان في عام 1918. تم إثراء محتوي المتحف بشكل كبير في وقت لاحق من خلال الموروثات والهدايا.
تشمل التطورات المهمة افتتاح قسم الدروع (1980)، ونقل مجموعة الدروع من القاعة الشمالية (1986)، وافتتاح القسم البحري (1996). يعرض المتحف اليوم الزي الرسمي والأسلحة والمركبات والمعدات العسكرية من جميع الأعمار وجميع البلدان.

## صور

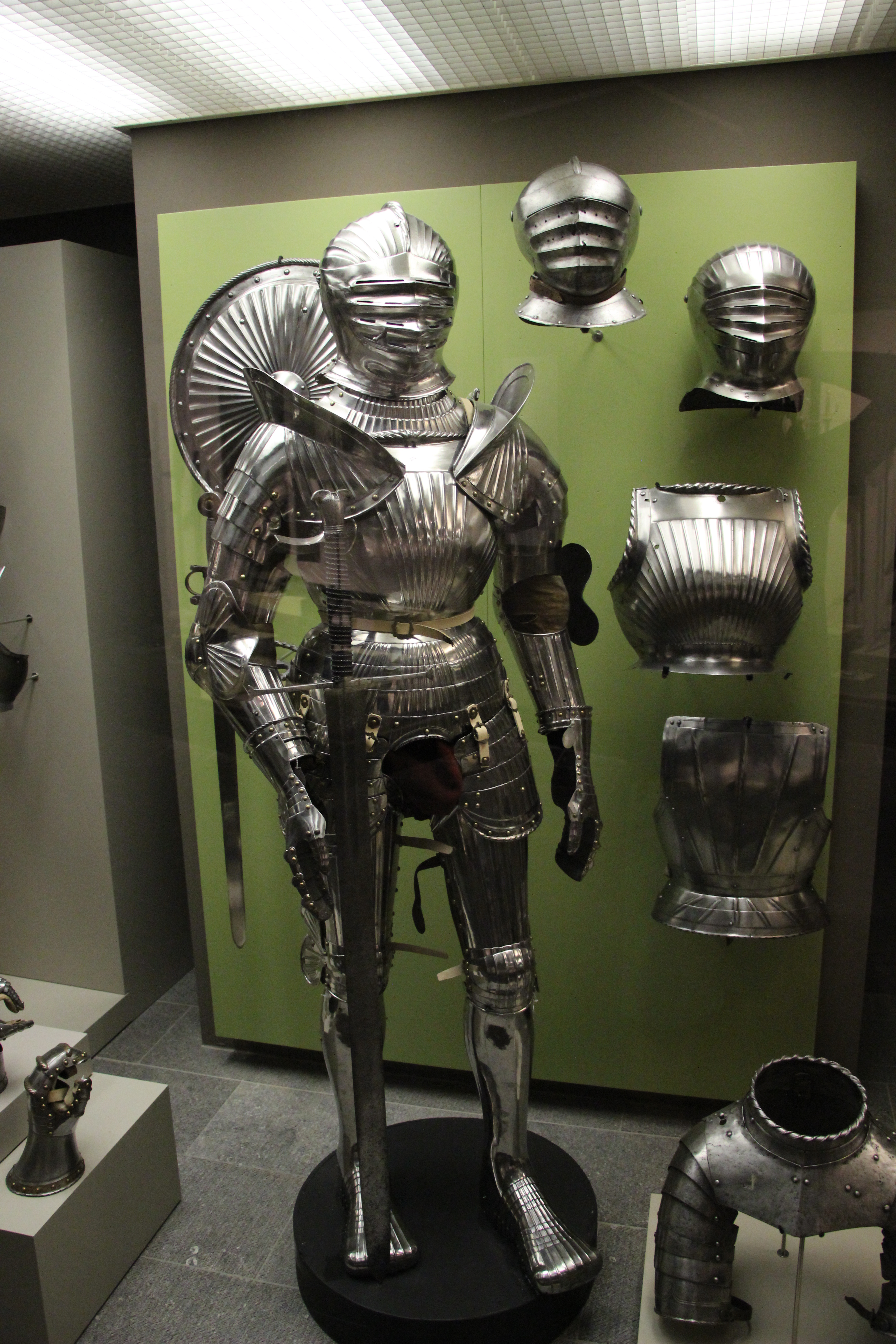
دروع تاريخية
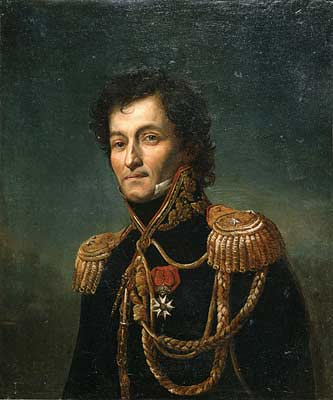
صورة آن فرانسوا ميلينيت ( ق. 1815 ، منسوب إلى جاك لويس ديفيد )
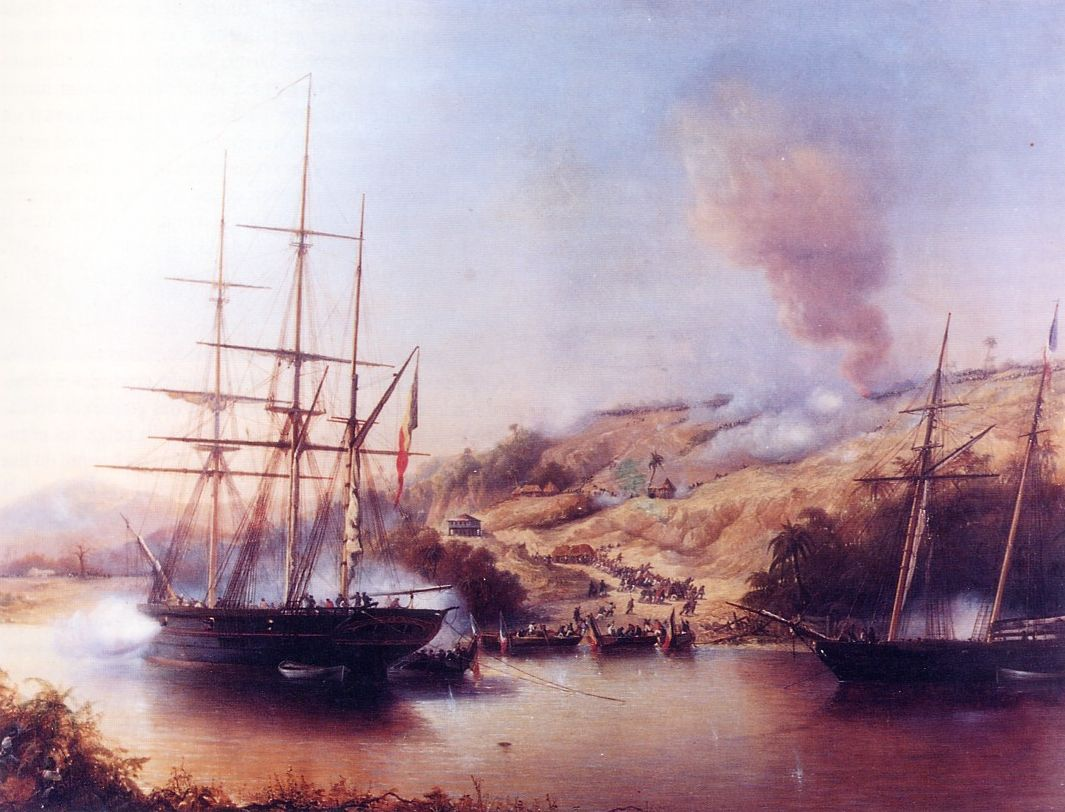
السفن الحربية البلجيكية والفرنسية خلال حادثة ريو نونيز ، بول جان كلايز  [لغات أخرى]‏ ، ق. 1850
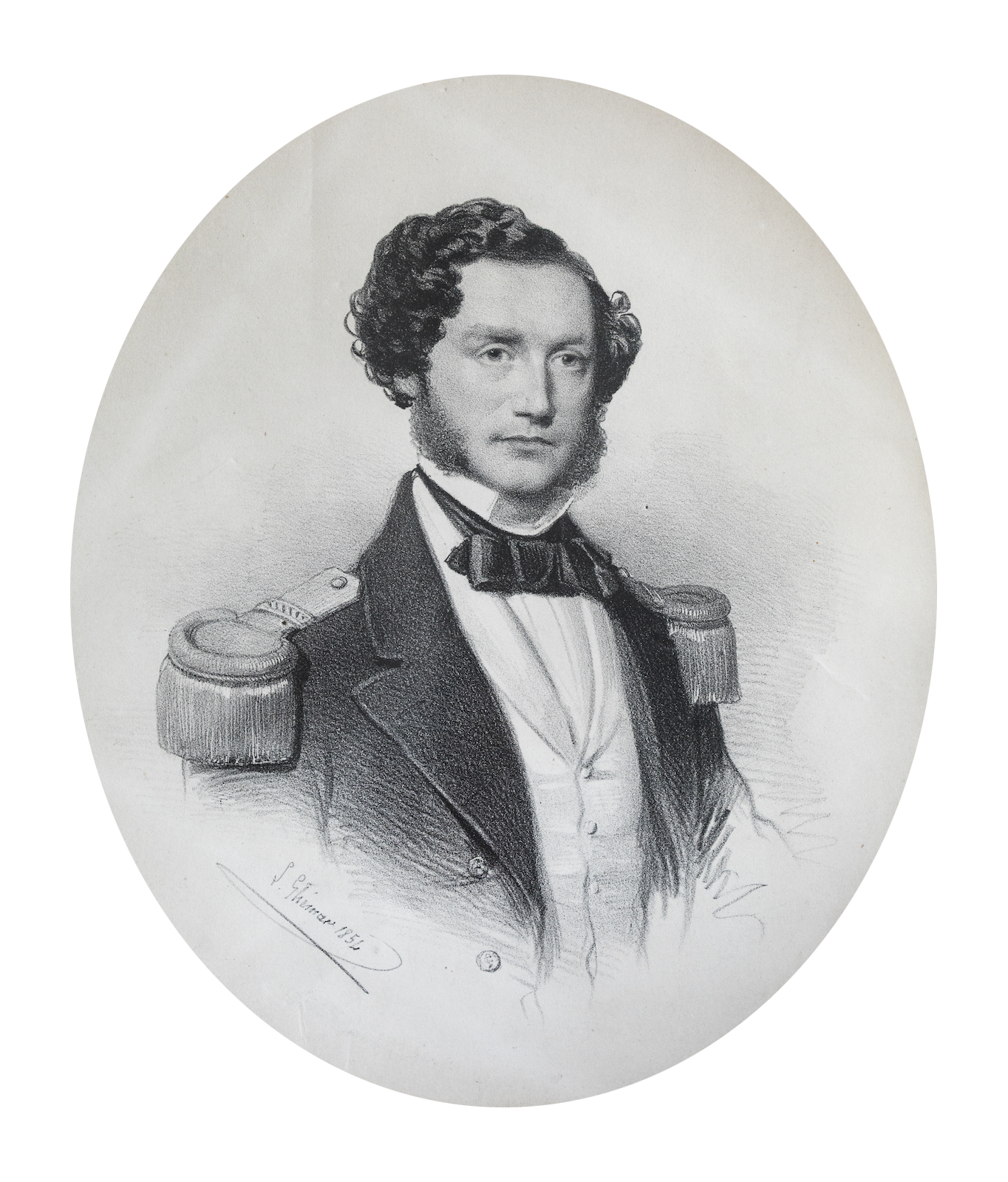
صورة الملازم في البحر ، الدرجة الأولى غيوم ديلكورت ، رسمها  [لغات أخرى]‏ لويس جوزيف غيمار (الطباعة الحجرية ، 1854)
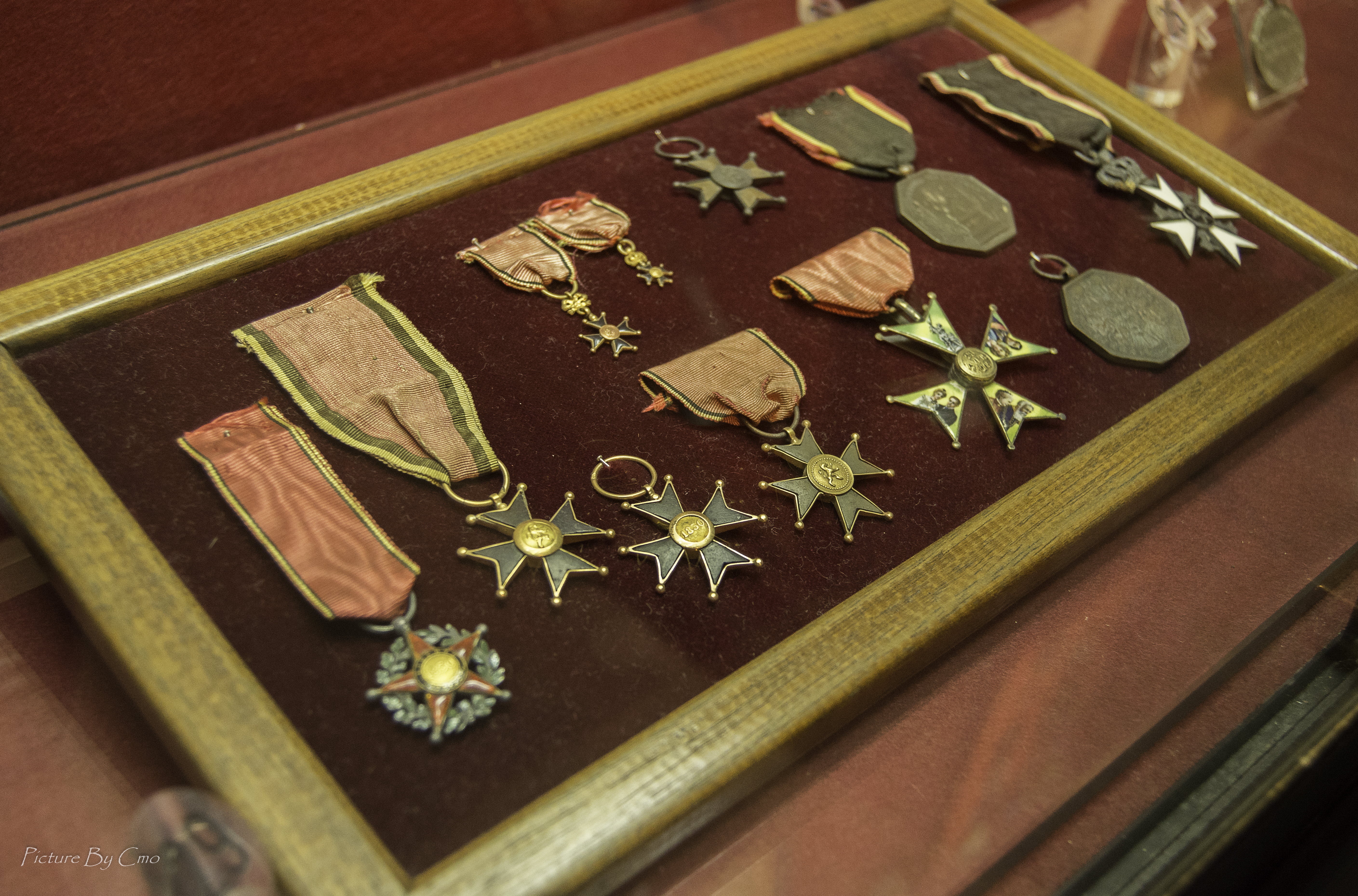
يحتوي جزء من المجموعة على ميداليات تاريخية
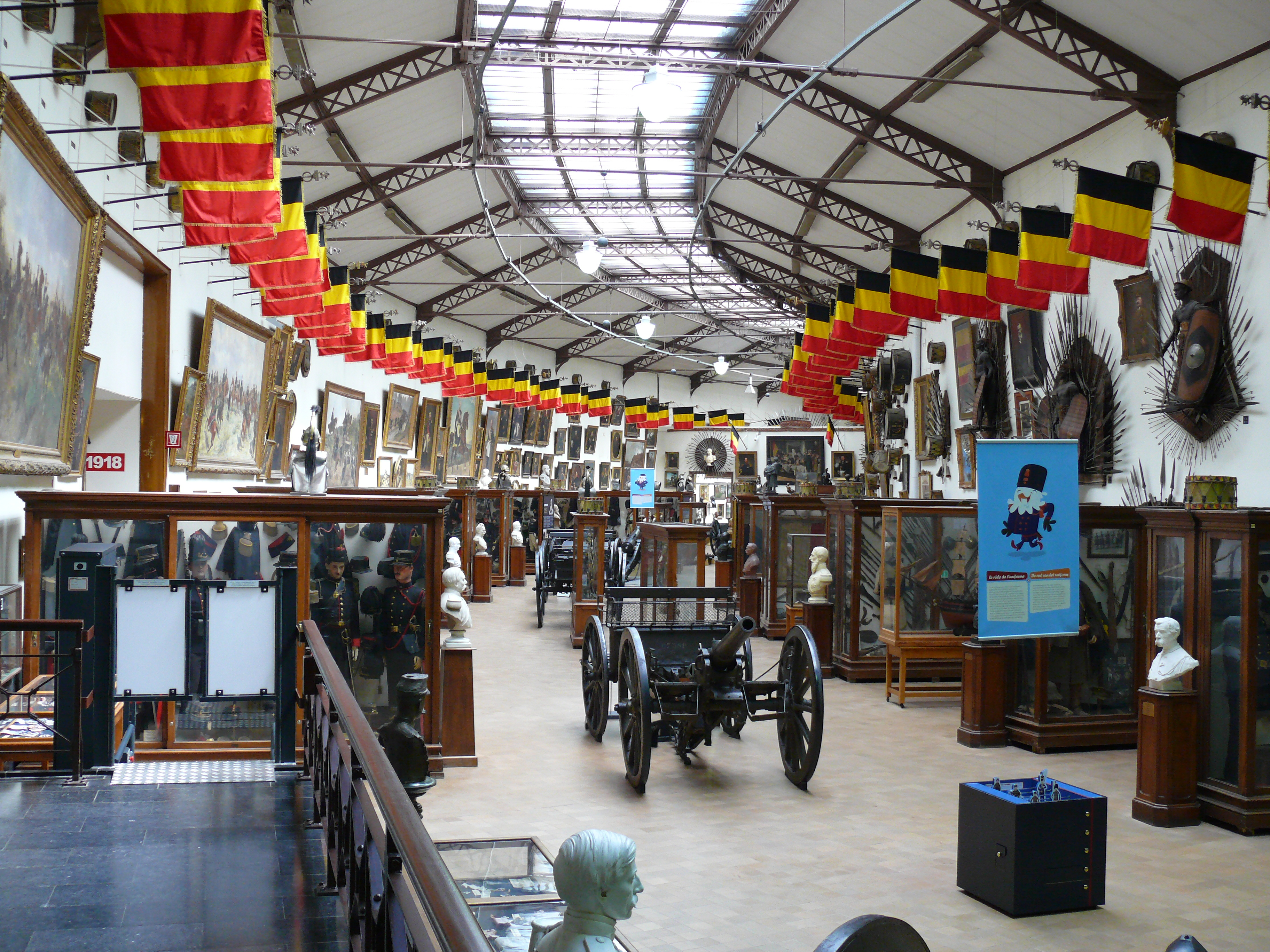
المعرض الرئيسي للمتحف يعرض مجموعة الميليشيات البلجيكية من القرن التاسع عشر
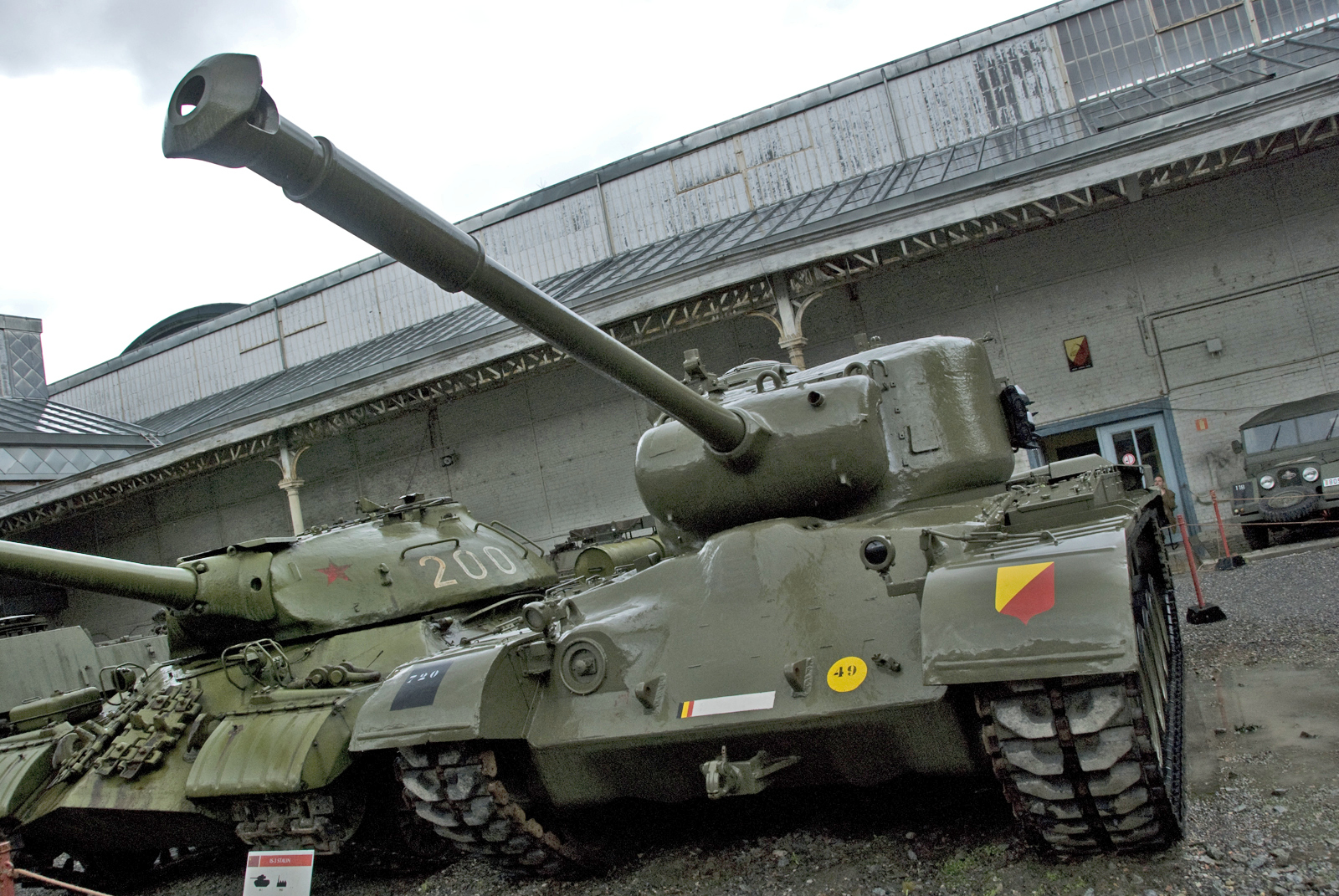
خزان M46 باتون  [لغات أخرى]‏ في مجموعة المتحف الخارجية
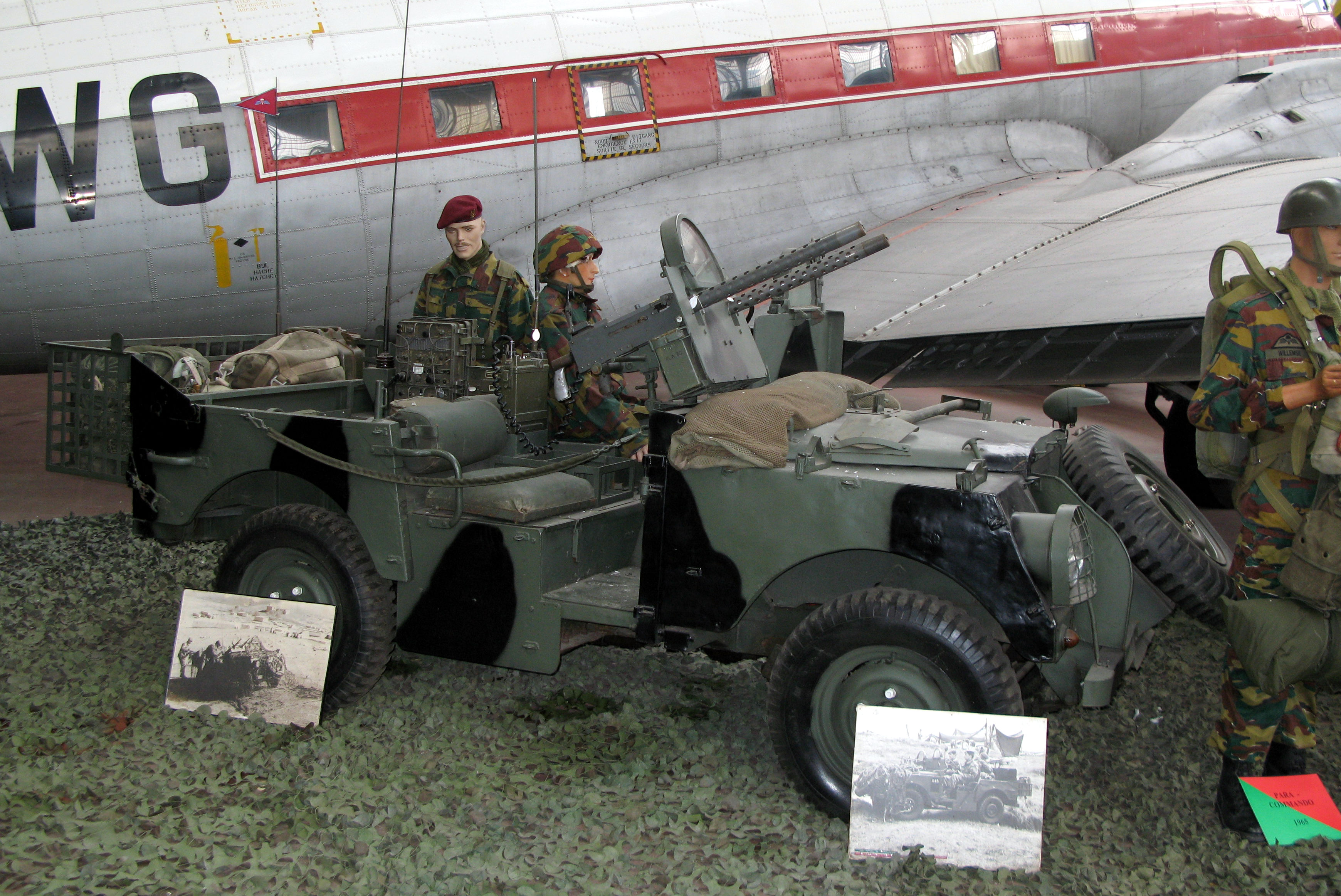
الديوراما باراكوماندو البلجيكية في السبعينيات